# Злочини в Прешовицях

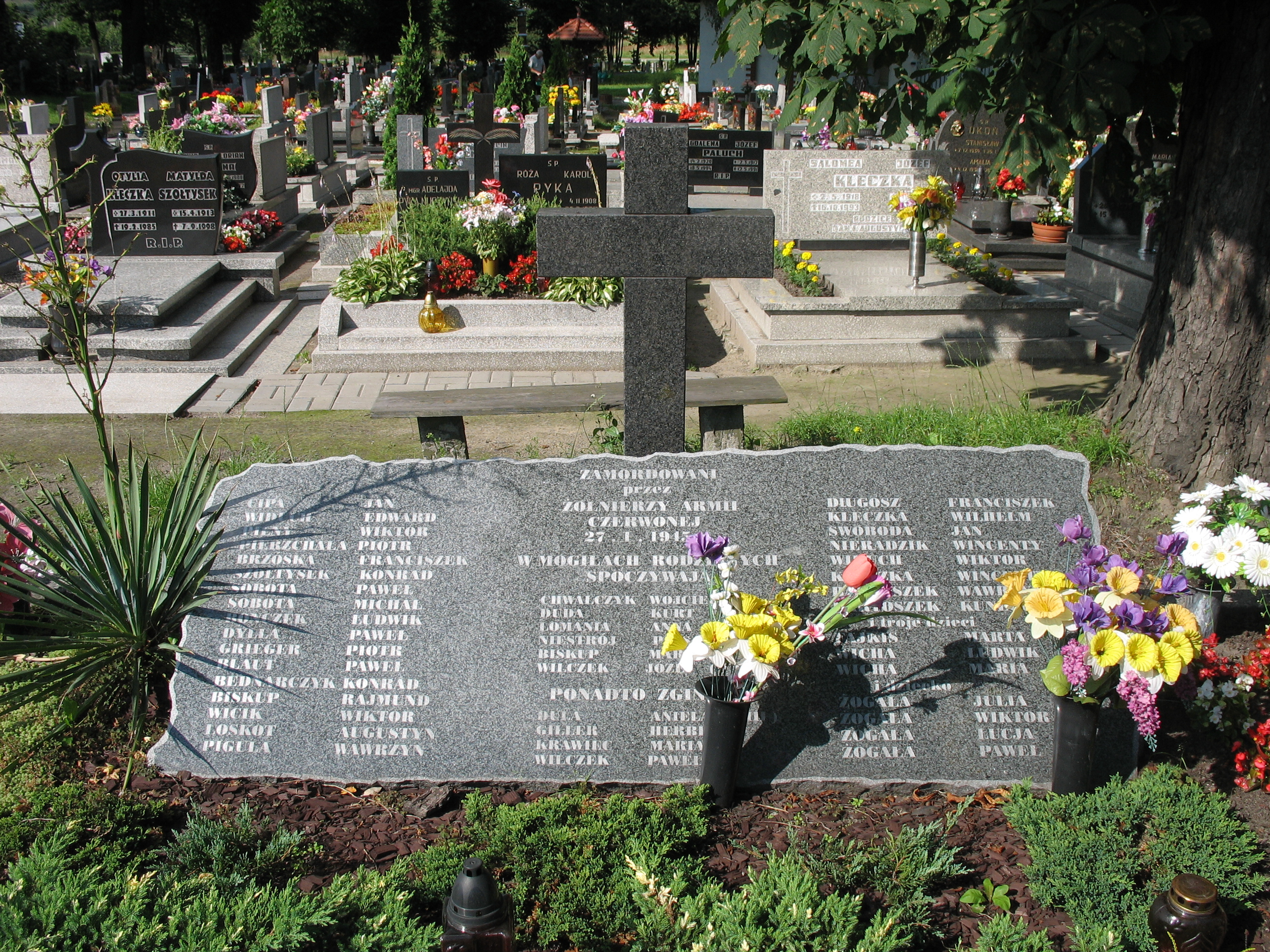
Надпис на братській могилі замордованих радянськими солдатами в Прешовицях

Злочини в Прешовицях — воєнні злочини, скоєні 27 січня 1945 солдатами Червоної армії проти мирних жителів села Прешовіце (пол. Przyszowice). Червоноармійці замордували щонайменше 69 осіб у віці від 10 до 78 років, у тому числі італійців та угорців, що втекли з   концтабору в Освенцимі. Крім того червоноармійці вчинили масові зґвалтування мешканок села і спалили кілька будинків.
Одна з гіпотез, покликаних пояснити, чому радянські солдати пішли на вбивство, говорить, що солдати вважали, що вже були в Німеччині, і радянське командування толерувало гірше ставлення до населення ворожої країни.
Польський інститут національної пам'яті кваліфікує цей вчинок червоноармійців, як  злочин проти людяності. Подібні злочини були вчинені червоноармійцями в Меховицях.